# Toi, le venin
Pour plus de détails, voir Fiche technique et Distribution.
Toi, le venin est un film franco-italien réalisé par Robert Hossein et sorti en 1959. 

## Synopsis
Une nuit d'été, Pierre Menda, un homme qui paraît être à la dérive et marche sans but le long d'une petite route de la Côte d'Azur, est accosté par un luxueux cabriolet blanc. Sans un mot, sa conductrice, une femme dont il ne distingue que la longue chevelure blonde, l'invite à monter, ouvre son manteau sous lequel elle est nue et se donne à lui. Mais, après qu'il a été abruptement invité à quitter le véhicule, la conductrice, après avoir tenté de l'écraser, réussit à prendre la fuite. Grâce au numéro d'immatriculation qu'il a eu le temps de relever, Pierre trouve le domicile des propriétaires du véhicule, les Lecain. 
Mais il va de surprise en surprise : les occupants de la riche villa sont les sœurs Éva et Hélène Lecain, deux jeunes femmes aux longs cheveux blonds, au physique si proche qu'on les dirait presque jumelles. Éva, la cadette, se déplace en fauteuil roulant, car elle a les jambes paralysées.
Le trouble et le doute s'immiscent dans l'esprit de Pierre, en même temps que s'installe une relation tripartite et que le mystère va grandissant.

## Fiche technique
- Titre original : Toi, le venin
- Titre italien : Nella notte cade il velo
- Réalisation : Robert Hossein d'après le roman de Frédéric Dard, C'est toi le venin (Fleuve noir, 1956)
- Scénario : Robert Hossein
- Dialogues : Robert Hossein
- Assistants à la réalisation : Pierre Guilbaud, Olga Varen alias Olga Poliakoff
- Décors : Jean André, Jean Forestier et Eugène Roman
- Costumes : Pierre Balmain, Jacques Heim
- Maquillages : Louis Bonnemaison
- Coiffures : Roger Daudin
- Photographie : Robert Juillard
- Cadrage : Jacques Robin
- Son : Jacques Lebreton
- Montage : Gilbert Natot
- Musique : André Gosselain alias André Hossein
- Scripte : Sylvette Baudrot
- Affiche : Yves Thos
- Photographe de plateau : Robert Forster
- Producteur : Jules Borkon
- Producteur exécutif : Margot Capelier
- Directeur de production : Pierre Laurent
- Sociétés de production : Champs-Élysées Productions (France), Filmauro SRL (Italie)
- Sociétés de distribution : Pathé Consortium Cinéma (distributeur d'origine, France), Gaumont (France)
- Pays d'origine :  France,  Italie
- Langue originale : français
- Format : 35 mm — noir et blanc — 1.66:1[Note 1] — son monophonique (Westrex Recording System)
- Genre : policier, drame
- Durée : 93 minutes (89 minutes durée DVD)
- Dates de sortie : 
  - France : 27 mars 1959
  - USA : 26 octobre 1960
- (fr) Classification et visa CNC : mention « tous publics », visa d'exploitation no 20787 délivré le 26 septembre 1958

## Distribution
- Odile Versois : Hélène Lecain, la sœur aînée
- Marina Vlady : Éva Lecain, la sœur cadette
- Robert Hossein : Pierre Menda, l'homme en errance
- Henri Crémieux : le médecin
- Héléna Manson : Amélie, la domestique
- Henri Arius : Titin, l'hôtelier
- Charles Blavette : le policier au commissariat
- Isola Blondie : la vendeuse du magasin de disques
- Bréols : Julien le jardinier
- Lucien Callamand : le notaire
- Pascal Mazzotti : l'homme de la discothèque

## Production

### Tournage
- Année de prises de vue : 1958.
- Intérieurs : Studios de la Victorine (Nice).
- Extérieurs : Nice et ses environs (Alpes-Maritimes), Plage de Saint-Aygulf à Fréjus (Var).
- Marina Vlady[4] : « Assise au volant d'une grosse américaine, une femme, dont les longs cheveux blonds masquent le visage, drague, sur le bord de mer, en pleine nuit. La radio diffuse une musique lascive. Un homme marche au loin. Sitôt qu'elle l'a doublé, elle arrête le moteur, ouvre la portière. L'homme s'approche et, lorsqu'il se penche, la femme entrouvre son manteau de fourrure et se montre nue…
Cette scène de Toi, le venin restera l'une des plus érotiques du cinéma d'alors ! […] Le succès populaire est venu confirmer les qualités de Robert Hossein comme réalisateur, acteur et surtout homme de spectacle. […] Le succès de Toi, le venin nous propulsait au faîte des listes des meilleurs scores en termes d'entrées. »

### Promotion
« ATTENTION : Ne manquez pas les cinq premières minutes... ne racontez pas les cinq dernières... »

— Avertissement sur l'affiche originale d'Yves Thos.
Extrait d'une promotion du distributeur Pathé Consortium Cinéma : « C'est un drame, qui se dénoue dans un climat tourmenté, et qui se passe entre trois personnages dont l'un est incarné par Marina Vlady, dans le rôle d'une jeune paralytique obsédée. Quelle est la vérité, quel est le mystère, c'est ce que le film, peu à peu, découvre à mesure que Robert Hossein voit se dessiner devant lui la frontière qui sépare le rêve de la réalité. Le climat trouble et envoûtant du film est corsé par la musique composée par Gosselain pour cette bande, et qui souligne le côté inquiétant des images. »

## Thèmes et contexte
Robert Hossein a su intelligemment utiliser la ressemblance de ses deux actrices, les sœurs Marina et Tania Poliakoff à la ville. Dans le film, ses partenaires sont respectivement Marina Vlady, son épouse de l'époque, et Odile Versois, sa belle-sœur. Également blondies pour la circonstance, les deux sœurs entretiennent savamment le mystère en jouant de leurs regards slaves qu'elles savent rendre énigmatiques à souhait (rivalisant avec le fameux « look » de Lauren Bacall) tandis que Hossein paraît en loser. Le noir et blanc et la partition musicale jazzy d'André Hossein contribuent à donner au film la tonalité sombre des œuvres cinématographiques policières anglo-saxonnes tirées des romans de Raymond Chandler ou de James Hadley Chase. On trouve encore, en assistante à la réalisation, une autre belle-sœur de Hossein, Olga Poliakoff alias Olga Varen. Mais l'identité de cette histoire machiavélique signée Frédéric Dard reste bien française et même provençale avec l'intervention de « vedettes marseillaises », notamment Henri Arius en hôtelier, Henri Crémieux en médecin, Bréols en jardinier et Charles Blavette en policier.

## Autour du film
C'est l'un des films préférés de la chanteuse Véronique Sanson qui, en souvenir, baptisa son album de 1988 : Moi le venin.